# Hindon (flygplats)
Hindon är en flygplats i Indien.   Den ligger i delstaten Rajasthan, i den norra delen av landet, 16 km nordost om huvudstaden New Delhi. Hindon ligger 213 meter över havet.
Terrängen runt Hindon är mycket platt. Runt Hindon är det mycket tätbefolkat, med 3 623 invånare per kvadratkilometer. Närmaste större samhälle är Delhi, 14,1 km väster om Hindon. Runt Hindon är det i huvudsak tätbebyggt.